# Grand Prix Pino Cerami 1975
Il Grand Prix Pino Cerami 1975, dodicesima edizione della corsa, si svolse il 26 marzo su un percorso di 223 km, con partenza e arrivo a Wasmuel. Fu vinto dal belga Eddy Verstraeten della Maes Pils-Watney davanti ai suoi connazionali Rik Van Linden e Frans Verbeeck.

## Ordine d'arrivo (Top 10)
| Pos. | Corridore        | Squadra                    | Tempo    |
| ---- | ---------------- | -------------------------- | -------- |
| 1    | Eddy Verstraeten | Maes Pils-Watney           | 5h48'00" |
| 2    | Rik Van Linden   | Bianchi-Campagnolo         | s.t.     |
| 3    | Frans Verbeeck   | Maes Pils-Watney           | s.t.     |
| 4    | Geert Malfait    | Maes Pils-Watney           | s.t.     |
| 5    | Benny Schepmans  | Gero Verwarming-Jaga       | s.t.     |
| 6    | Roger Rosiers    | Super Ser                  | s.t.     |
| 7    | Michael Wright   | Gero Verwarming-Jaga       | s.t.     |
| 8    | Herman Vrijders  | Alsaver-Jeunet-De Gribaldy | s.t.     |
| 9    | Bernard Draux    | Maes Pils-Watney           | s.t.     |
| 10   | Jacques Martin   | Maes Pils-Watney           | s.t.     |